# Dane megye
Dane megye az Amerikai Egyesült Államokban, azon belül Wisconsin államban található. Megyeszékhelye és legnagyobb városa Madison. Lakosainak száma 561 504 fő (2020. április 1.). Dane megye Columbia, Green, Iowa, Sauk, Dodge, Jefferson és Rock megyékkel határos.

## Népesség
A megye népességének változása:
| Lakosok száma | 489 013 | 496 295 | 503 584 | 509 939 | 523 643 | 561 504 |
|               | 2010    | 2011    | 2012    | 2013    | 2015    | 2020    |